# Bell Challenge 2009
Il Bell Challenge 2009 è stato un torneo di tennis giocato sul sintetico indoor. È stata la 17ª edizione del Bell Challenge, che fa parte della categoria International nell'ambito del WTA Tour 2009. Si è giocato al PEPS sport complex di Québec in Canada, dal 14 settembre al 20 settembre 2009.

## Partecipanti

### Teste di serie
| Nazionalità | Giocatrice         | Ranking1 | Testa di serie |
| ----------- | ------------------ | -------- | -------------- |
| Russia      | Nadia Petrova      | 10       | 1              |
| Germania    | Sabine Lisicki     | 22       | 2              |
| Canada      | Aleksandra Wozniak | 37       | 3              |
| Rep. Ceca   | Lucie Šafářová     | 46       | 4              |
| Ungheria    | Melinda Czink      | 59       | 5              |
| Stati Uniti | Jill Craybas       | 81       | 6              |
| Stati Uniti | Varvara Lepchenko  | 85       | 7              |
| Germania    | Julia Georges      | 97       | 8              |

- 1 Ranking al 31 agosto 2009.

### Altre partecipanti
Giocatrici che hanno ricevuto una Wild card:
- Heidi El Tabakh
- Bethanie Mattek-Sands
- Rebecca Marino

Giocatrici passate dalle qualificazioni:
- Mallory Cecil
- Anna Tatišvili
- Lilia Osterloh
- Amra Sadiković

Giocatrici Lucky Loser:
- Ol'ga Alekseevna Pučkova

## Campionesse

### Singolare
Melinda Czink contro  Lucie Šafářová con il punteggio di 4–6, 6–3, 7–5

### Doppio
Vania King /  Barbora Záhlavová-Strýcová contro  Sofia Arvidsson /  Séverine Brémond Beltrame con il punteggio di 6–1, 6–3